# 国鉄タキ25000形貨車
国鉄タキ25000形貨車（こくてつタキ25000がたかしゃ）は、かつて日本国有鉄道（国鉄）及び1987年（昭和62年）4月の国鉄分割民営化後は日本貨物鉄道（JR貨物）に在籍した私有貨車（タンク車）である。

## 概要
本形式は、LPガス専用の25t積タンク車として1966年（昭和41年）12月19日から1982年（昭和57年）11月18日にかけて310両（オタキ25000 - オタキ25199、オタキ25250 - オタキ25359）が、日立製作所、三菱重工業、日本車輌製造、川崎車輛、富士重工業の5社にて製作された。
記号番号表記は特殊標記符号「オ」（全長 16 m 以上）を前置し「オタキ」と標記する。
なお、タキ25200 - タキ25210は、タキ5200形メタノール専用車の車番に割り当てられている。また、タキ25211 - タキ25249は最初から欠番である。
本形式の他にLPガスを専用種別とする形式には、タム7100形（104両）、タム7200形（8両）、タム7300形（1両）、タム9000形（1両）、タサ5400形（356両）、タサ5500形（18両）、タサ5700形（348両）の7形式が存在した。
LPガス専用のタンク車では初の25t積車である。日本の高圧ガスタンク車で初の断熱材と波除板を廃止した形式でもあり、これにより自重を軽減し、25t積を実現した。
1979年（昭和54年）10月より化成品分類番号「燃(G)23」（燃焼性の物質、高圧ガス、高圧ガス、可燃性のもの）が標記された。専用種別の「LPガス」と化成品分類番号の「燃」は赤色で標記されている。
塗装は高圧ガス取締法（当時）による規定で、LPガスボンベと同様のねずみ色1号である。荷役方式は上入れ・上出し式。緊急遮断弁は製造時から設置されている。
台車は二軸ボギーで、オタキ25000 - オタキ25047は平軸受のTR207B、オタキ25048 - オタキ25130はコロ軸受のTR211B、オタキ25131以降はTR216Bである。
ブレーキはオタキ25000 - オタキ25008は片側側ブレーキ、オタキ25009 - オタキ25087は両側側ブレーキ、オタキ25088以降は手ブレーキである。

## 運用の変遷
本形式は従来のタム・タサ級の車両に代わり、LPガス専用車の主力形式となったが、国鉄末期の1984年（昭和59年）から本形式の淘汰が始まり、1987年（昭和62年）4月の国鉄分割民営化時には245両が継承され、1995年（平成7年）度末時点では100両が現存していたが、その後も輸送体系の変化などで廃車が進み、2007年（平成19年）10月に最後まで在籍した1両（ オタキ25356）が廃車になり同時に形式消滅となった。